# Angels (dal)
Az Angels című dal Robbie Williams és Guy Chambers közös szerzeménye, eredetileg Robbie Williams vitte nagy sikerre. Rajta kívül is sokan feldolgozták már, köztük: Jessica Simpson amerikai énekesnő, Yuridia mexikói énekesnő, Beverley Knight, olasz nyelven énekelte Patrizio Buanne, a brit All Angels, a 16 éves angol Declan Galbraith, Verena von Strenge legutóbbi együttese, a Moon Dust, és az American Idol 7. szériájának győztese David Archuleta.
Williams eredeti dala kétszeres platinalemez lett az Egyesült Királyságban, világszerte 2 millió példányt kelt el belőle.
2006 októberében az RTE This Note's For You című műsorában Tom Dunne elmondta, hogy a dalt eredetileg Williams egy ír énekessel, Ray Heffernannal írta. Mivel Guy Chambers átírta a dalt, Heffernan 7500 fontot kért a jogokért.
Az Angels Robbie Williams debütáló albumának, a Life thru a Lens-nek negyedik kislemeze lett. Megalapozta szólókarrierjét; a dal szinte minden koncertjén szerepel.
A 2005-ös BRIT Awards-on a brit közönség megszavazta az elmúlt 25 év legjobb brit dalának, bár a kislemez a listán csak a 4. helyen végzett. Ezután Joss Stone brit soul és R&B énekesnővel adta elő élőben a dalt. A brit digitális tv-csatorna, a Music Choice tanulmánya szerint a dalt előszeretettel játsszák temetéseken.
A dal amerikai kiadása 1999-ben jelent meg. A videóban Williams egy New York-i ház tetején énekel és nézi az alatta lévő várost. Az Angels-faktor Amerikában nem működött úgy, mint Angliában. Williams újságíró barátja, Adrian Deevoy szerint, Robbie az EMI amerikai partnerét, Capitol Records-t hibáztatta azért, hogy másképpen kezelték őt.
„Az Egyesült Államok nem érdemel iróniát. Az a félelem, hogy nem lesz nagy Amerikában, teljesen az idegeire ment. Az EMI-nak nincs túl nagy befolyása ott.”
A Take That életrajzírója, Rick Sky megerősítette: „Nagyon fontos számára, hogy betörjön Amerikába. Kulcskérdés ez. Azt akarta, hogy az EMI ígérje meg, segít neki betörni az amerikai piacra.”
A Performing Right Society (brit dalszövegírók, komponisták szövetsége) szerint az Angels a legnépszerűbb karaoke-dal.

## Háttér
Williams azt mondta életrajzírójának, Chris Heath-nek, hogy az Angels a paranormális jelenségekhez való vonzódásáról szól: „Hittem ezekben a dolgokban, amikor a dalt írtam – ez az, amiért megírtam. Az Angels nem valakiről szól, hanem arról, hogy a szeretett személy, aki meghalt, visszatér és vigyáz rád.” (The Daily Telegraph 2009. november 6.)

## Siker
Az Angels 4. helyezést ért el az Egyesült Királyság kislemez listáján 1997-ben, 1999-ben pedig az 57-75. hely között mozgott, majd 2000 januárjában a 71. volt. Európa-szerte bekerült a Top 20-ba.
2008. május 5-én az Angels újra felkerült az ARIA Top 100-as lista 91. helyére.

## Kiadványok és dalok listája
Az Angels című dal alábbi formátumai jelentek meg:
UK CD1

(megjelent: 1997. december 1.)
1. Angels – 4:25
2. Back For Good (élő) – 2:19
3. Walk This Sleigh – 3:01

UK CD2

(megjelent: 1997. december 1.)
1. Angels – 4:25
2. Back For Good (élő) – 2:19
3. Angels (akusztikus verzió) – 4:28
4. South Of The Border (Mother's Milkin' It Mix) – 7:09
5. Angels" Enhanced Video

UK Limited Edition Postcard Pack

(megjelent: 1997. december 1.)
1. Angels (akusztikus verzió) – 4:28
2. Get The Joke – 2:57
3. Angels – 4:25
4. Karaoke Overkill – 3:26

## Videóklipek
| #                                    | Kiadó cég     | Ország | Formátum    | Megjelent      | Produkciós cég | Rendező        | Producer    | Kiadó       |
| ------------------------------------ | ------------- | ------ | ----------- | -------------- | -------------- | -------------- | ----------- | ----------- |
| 1. verzió (UK)                       | EMI/Chrysalis | UK     | zenei video | 1997. december | Godman         | Vaughan Arnell | Adam Saward | Struan Clay |
| 2. verzió (élő felvétel, Manchester) |               | UK     | zenei video | 1999           |                | Simon Hilton   |             |             |
| 3. verzió (USA)                      | Capitol       | USA    | zenei video | 1999. október  |                | Samuel Bayer   |             |             |

## Slágerlisták
| Slágerlista (1997)                | Legjobb helyezés |
| --------------------------------- | ---------------- |
| UK kislemez lista                 | 4                |
| Slágerlista (1998)                | Legjobb helyezés |
| Svájc kislemez listája            | 4                |
| Franciaország kislemez listája    | 7                |
| Németország kislemez listája      | 9                |
| Argentína kislemez listája        | 10               |
| Ausztria kislemez listája         | 12               |
| Mexikó kislemez listája           | 13               |
| Svédország kislemez listája       | 13               |
| Hollandia kislemez listája        | 14               |
| Ausztrália kislemez listája       | 40               |
| Slágerlista (1999)                | Legjobb helyezés |
| USA Billboard Hot 100             | 41               |
| USA Hot Adult Contemporary Tracks | 10               |
| USA Hot Adult Top 40 Tracks       | 21               |
| Slágerlista (2008)                | Legjobb helyezés |
| Kanada Top Digital                | 40               |
| Slágerlista (2009)                | Legjobb helyezés |
| Kanada Top Digital                | 32               |
| Egyesült Királyság kislemez lista | 96               |
| Slágerlista (2010)                | Legjobb helyezés |
| Egyesült Királyság kislemez lista | 55               |
| Slágerlista (2011)                | Legjobb helyezés |
| Egyesült Királyság kislemez lista | 104              |
| Kanada kislemez lista             | 3                |

## Minősítések
| Ország             | Minősítés (ha van) | Eladások    |
| ------------------ | ------------------ | ----------- |
| Egyesült Királyság | 2x platinalemez    | 1.2 millió+ |

## Egyéb előadók

### Jessica Simpson

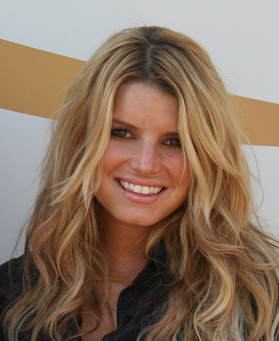
Jessica Simpson

Jessica Simpson amerikai énekesnő és színésznő, aki a '90-es évek végén jelent meg a zenei élet terén. Hét sikeres dala került be a Billboard Top 40-be és három aranylemeze, illetve két multi-platina lemeze van a RIAA szerint.
Az Angels című dal a negyedik kislemezként szerepel az In This Skin című 2004-ben megjelent albumán.
Jessica és Joe Simpson, az énekesnő apja és menedzsere azt remélte, hogy a dal Grammy-jelölést hoz majd a lányának, mint riválisainak, Britney Spearsnek és Christina Aguilerának, akik már korábban elnyerték a díjat. Azonban Jessica Simpsonnak nem hozta meg az előadás ezt az elismerést.
- Jessica Simpson videója. YouTube [halott link]

#### Dalok listája
1. Angels
2. Angel (Stealth Remix)
3. Fly (B-oldal)
4. Angels (Enhanced Video)

#### Remixek
- Angels (album verzió) – 4:00
- Angels (Dave Anthony Remix) – 4:53
- Angels (Junior Vasquez World Mixshow) – 6:32
- Angels (Stealth Remix) – 3:12
- Angels (Akusztikus) – 4:07

| Slágerlista (2004)             | Helyezés |
| ------------------------------ | -------- |
| Bubbling Under Hot 100 Singles | 6        |
| USA Top 40-es dallista         | 37       |
| USA Top 40 Mainstream          | 23       |
| Ausztrália ARIA kislemez lista | 27       |
| Mexikó Top 100 kislemez lista  | 10       |

### Yuridia
Yuridia mexikói énekesnő, a népszerű mexikói La Academia című show-ban adta elő az Angels című dal spanyol nyelvű verzióját, ez lett a debütáló kislemeze is. Az Ángel és Yuridia CD-je, a La Voz de un Ángel (The Voice of an Angel) hetekig a slágerlista első helyén szerepelt. A dal Közép-Amerikában is nagy sikert aratott, El Salvadorban és Guatemalában benne volt a top 10-ben, Costa Ricában és Hondurason az első 20 helyezett közé került. A Billboard Hot latin album listán a 16. helyen végzett a szám.
| Slágerlista 2005                   | Helyezés |
| ---------------------------------- | -------- |
| Mexikó Top 100 kislemez lista      | 1        |
| Mexikó digitális kislemez eladások | 1        |
| USA Billboard Hot latin dalok      | 32       |
| Latin-Amerika Top 40               | 9        |
| Latin-Amerika Top latin dalok      | 10       |
| Spanyolország Top 40 listája       | 10       |

### Beverley Knight

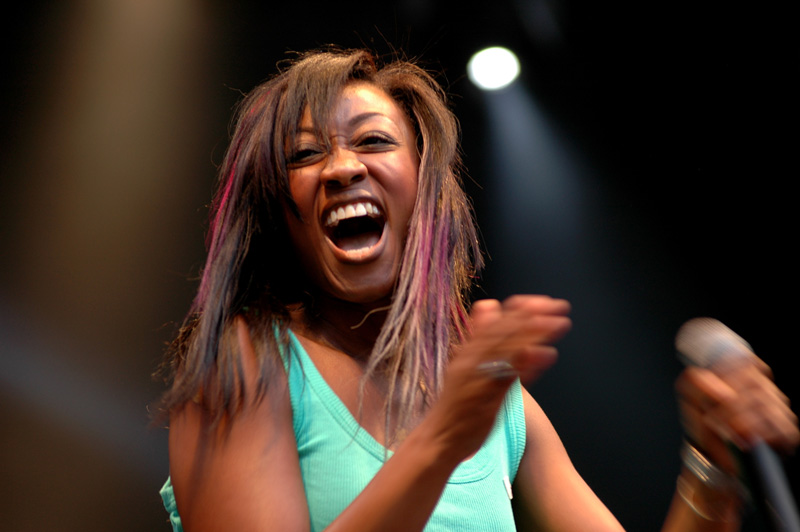
Beverley Knight

2006 márciusában a brit soul énekes, Beverley Knight rögzített egy élő felvételt, az Angels gospel-verzióját. A dal a BBC Rádió 2 műsorában hangzott el élőben Guy Chambersszel közösen. A dal felkerült a Voice – The Best Of Beverley Knight című válogatásalbumra. Beverley előadta a dalt a Live 8 segélykoncert 2005. július 6-i állomásán Edinburghben is.
| Album címe                          | Megjelenés dátuma | UK helyezés | UK minősítés |
| ----------------------------------- | ----------------- | ----------- | ------------ |
| Voice – The Best of Beverley Knight | 2006. március 20. | 9           | platinalemez |

### All Angels
2006 decemberében a brit klasszikus zenét éneklő leánycsapat, az All Angels adta elő az Angels klasszikus feldolgozását. Többen arra fogadtak, hogy karácsonyi vezető kislemez lesz a slágerlistákon.
- Az All Angels videója. YouTube

| Album címe | Megjelenés dátuma  | UK helyezés | UK minősítés |
| ---------- | ------------------ | ----------- | ------------ |
| All Angels | 2006. november 13. |             | aranylemez   |

- Dalok listája

kislemez CD
1. Angels – 3:18
2. Silent Night – 3:14
3. Fly – 3:45

### David Archuleta

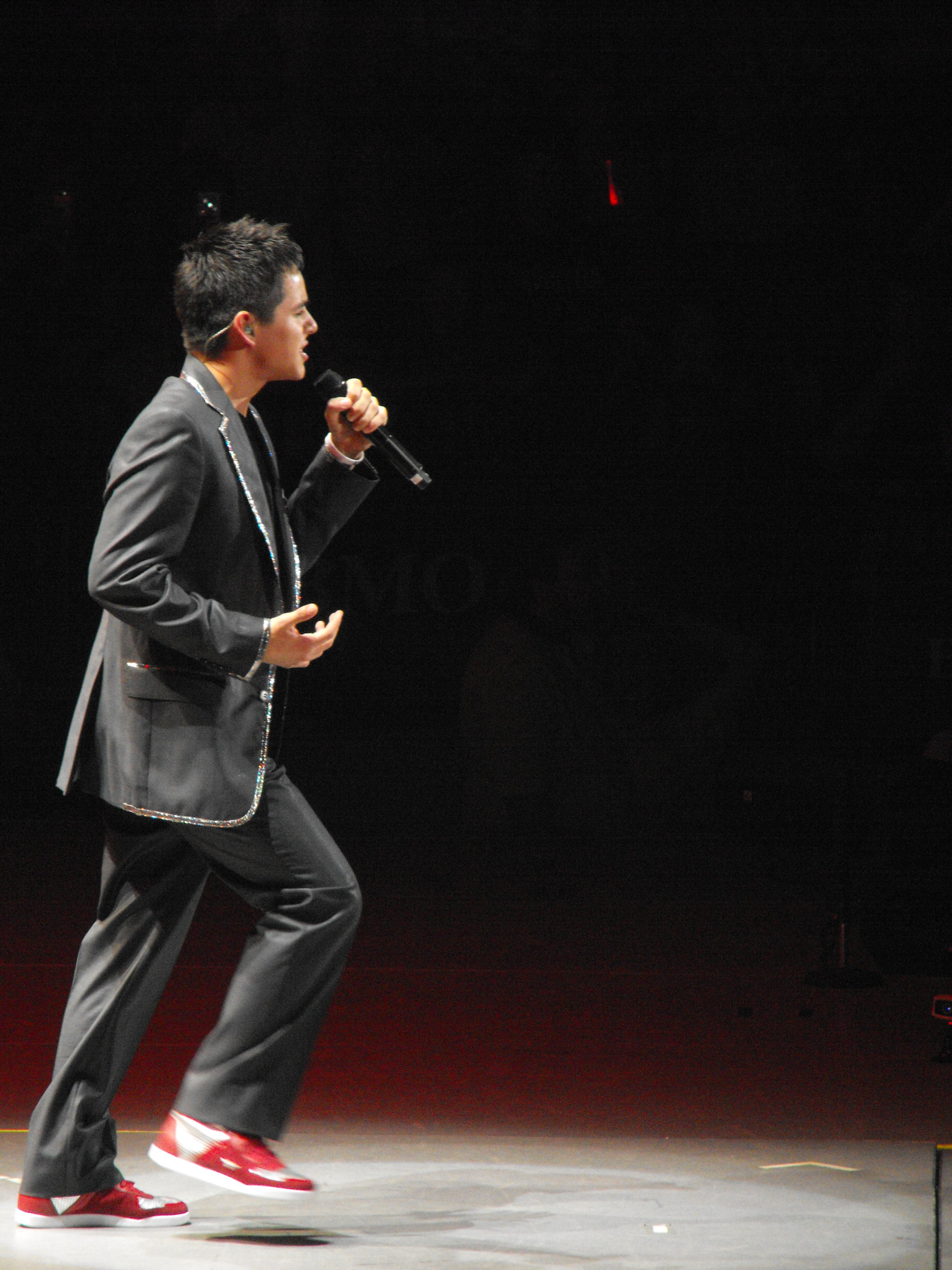
David Archuleta

David Archuleta 18 éves amerikai szövegíró és énekes, aki az amerikai tehetségkutató versenyen, az American Idol 7. szériájában tűnt fel 2008-ban és 97 millió szavazatot kapott a nézőktől. Az Angels stúdió verziója az ő előadásában egy ideig digitálisan letölthető volt. 2008 második felében elhatározta, hogy újra átdolgozza az Angels című dalt debütáló albuma, a David Archuleta számára. Ez a verzió digitálisan 2008. október 27. óta tölthető le és a lemezt is segít promotálni.
- David Archuleta előadásában az Angels. YouTube

#### Slágerlistás helyezések
Archuleta Angels-verziója a második legjobb verzió lett az Egyesült Államokban, azóta, hogy Robbie Williams előadta az eredetit. A digitális letöltéseknek köszönhetően a 89. helyen végzett a Billboard Hot 100 listán. A kanadai Hot 100 listán a 64. helyen végzett Archuleta dala, magasabb helyezést ért el, mint az eredeti.

#### Kislemez-formátumok
Digitális kislemez
1. Angels (fő verzió) – 4:09
2. Angels (promóciós verzió) – 3:33